# フィオレッタ・ゴリーニ
フィオレッタ・ゴリーニ（伊: Fioretta Gorini, 1453年/1460年–1478年）は、アントニオ・ゴリーニ（Antonio Gorini）の娘で、ジュリアーノ・デ・メディチの愛人である。ジュリオ・デ・メディチ（後の教皇クレメンス7世）の母。実際の名前はアントニア（Antonia）またはアントニエッタ（Antonietta）で、フィオレッタは彼女に付けられた愛称である。
1478年5月26日、フィオレッタはパッツィ家の陰謀でジュリアーノが暗殺された1か月後に、彼の非嫡出子の息子ジュリオを出産した。出産後、ゴリーニがどうなったのかはあまり知られていない。いくつかの記録は彼女が同年に死亡したことを伝えている。残されたジュリオは生後7年間を代父の建築家アントニオ・ダ・サンガッロ・イル・ヴェッキオのもとで過ごした。
フィオレッタの肖像はサンドロ・ボッティチェッリの『若い女性の肖像画』（Ritratto di giovane donna, 1475年）に描かれているが、シモネッタ・ヴェスプッチ、クラリーチェ・オルシーニ、アルフォンシーナ・オルシーニあるいはルクレツィア・トルナブオーニともいわれる。バルジェロ美術館に所蔵されているアンドレア・デル・ヴェロッキオの彫刻『花束を持つ女性』（Dama col mazzolino, 1475年）のモデルはフィオレッタ・ゴリーニである可能性がある。またゴリーニがレオナルド・ダ・ヴィンチの『モナ・リザ』の背後にあるインスピレーションの源であったという推測もあった。